# 岡本直也 (1983年生の投手)
岡本 直也（おかもと なおや、通称N-TRAIN。1983年7月28日 - ）は、岡山県倉敷市出身の元プロ野球選手（投手）、実業家。妻は女優の笹丘明里。

## 来歴

### アマチュア時代
岡山県倉敷市出身。上成小学校4年生の時に野球を始めた。上成学童少年野球に入団すると即8番レフトでレギュラーを獲得。小学6年生時にはソフトボール投げ78メートルを記録。5年生でエースとなると中四国大会に出場。中学生時代はヤングリーグ倉敷ロイヤルズで投手を務め、2年生時は6番ライトで全国大会に出場。3年生の時に最速140km/hを投げ、中四国大会で優勝している。また、練習試合を合わせ1年間で4回のノーヒットノーランを記録している。県内外30校以上の誘いを受け岡山理大附属高校に進学。1年生春の県大会から背番号18でベンチ入り。春の岡山県大会決勝戦で登板している。
岡山理大附属高校1年生の時に第81回全国選手権に出場。1年生ながら背番号15でベンチ入りを果たす。チームは同大会で準優勝を果たし、自身は甲子園決勝戦で登板している。
持ち味の速球に加えて制球力が向上し、2年生となった翌2000年はチームのダブルエースの一方となり、岡山大会では32回を投げて34奪三振を記録し、チームも2年連続で第82回全国選手権に出場。初戦の東海大菅生戦に先発して勝利を収めたが、続く2回戦の瀬戸内高校戦に敗れ、甲子園を去った。3年生となった2001年はエースでキャプテンとなりチームを牽引。岡山選抜のエースとしてハワイ選抜戦に登板した際は4イニングを無安打無失点と好投した。練習試合では19奪三振や7回18奪三振を奪い、登板全ての試合で二桁奪三振を奪うなど、夏県大会直前まで防御率0点台と好調だったが、岡山大会直前に捻挫し岡山県大会決勝戦で味方のエラーも重なり玉野光南に2-3敗れ3年連続全国選手権出場を逃した。第4回AAAアジア選手権代表に推薦され、2001年度ドラフト会議で横浜ベイスターズから4巡目（3位）指名を受けて契約金と年俸それぞれ5,700万円、540万円（いずれも推定）で入団契約を結んでいる。

### プロ野球選手時代
2002年10月14日の広島戦で高卒一年目ながら一軍初登板を果たす。以後二軍ではクローザーなども務め安定した好成績を残すも一軍では結果を残すことができず、2009年10月に戦力外通告を受ける。その後12球団合同トライアウトに参加。阪神タイガース、台湾プロ野球、社会人野球からオファーがあったものの受けなかった。その後、フィラデルフィア・フィリーズからオファーを受けマイナー契約にてアメリカを目指すも交渉がまとまらず断念。
2010年、単身メキシコへ渡り、リーガ・メヒカーナ・デ・ベイスボルのメキシコシティ・レッドデビルズのスプリングキャンプに参加し、オアハカ・ウォーリアーズと契約し開幕から18試合中15試合に登板したが、外国人枠の関係によりその後カンペチェ・パイレーツへ移籍した。その数週間後にエンセナーダ・マリネロスに移籍し、抑えとして2勝0敗20セーブと活躍。球速も自己最速の153km/hを計測し、優勝にも貢献した。この実績が評価され、ニューヨーク・ヤンキースとマイナー契約を結んだ。
2011年は単身アメリカへ渡り、AAAスタートとなりメジャーリーグオープン戦に数試合参加したが登板はなかった。その後はAA級トレントン・サンダーなどで21試合に登板したが、7月5日に解雇された。7月23日から東京ヤクルトスワローズの入団テストを受け、7月26日に合格発表とともに支配下登録された。背番号は46となった。入団後の一軍登板は3試合に登板し試合中に打球を左足に受け登録抹消。10月9日に球団から戦力外通告を受け、12月2日に自由契約公示された。

### 現役引退後
2012年3月、東京・六本木に但馬牛専門の焼肉店「BEEF MAN　六本木本店」をオープン。2014年1月からは、同店の人気メニューを盛り込んだ「牛ホホ肉の赤ワイン煮弁当」を、「ごちクル」（スターフェスティバル株式会社が運営する全国規模の宅配弁当・配達サービス）向けに提供している。弁当開発の模様を取材した同年1月14日放送の『日経スペシャル　ガイアの夜明け』（テレビ東京）では、「元プロ野球選手の店主」として岡本が紹介された。将来的には家系ラーメンの店も開業する意思がある。その後、焼肉店以外にジムなども経営する実業家として活動している。
2019年11月、イトーカンパニー所属の女優・笹丘明里と結婚したことが報じられた。

## プレースタイル
最速153km/hのストレートに加え、パワースライダー、パラシュートチェンジアップ、カットボール、ツーシームを投げ込む。横浜ベイスターズ時代から非常に身体能力が高くスタミナや馬力もある事からチームメイトからはN-TRAINという愛称で呼ばれていた。

## 詳細情報

### 年度別投手成績
| 年 度     | 球 団     | 登 板 | 先 発 | 完 投 | 完 封 | 無 四 球 | 勝 利 | 敗 戦 | セ 丨 ブ | ホ 丨 ル ド | 勝 率 | 打 者 | 投 球 回 | 被 安 打 | 被 本 塁 打 | 与 四 球 | 敬 遠 | 与 死 球 | 奪 三 振 | 暴 投 | ボ 丨 ク | 失 点 | 自 責 点 | 防 御 率 | W H I P |
| --------- | --------- | ----- | ----- | ----- | ----- | -------- | ----- | ----- | -------- | ----------- | ----- | ----- | -------- | -------- | ----------- | -------- | ----- | -------- | -------- | ----- | -------- | ----- | -------- | -------- | ------- |
| 2002      | 横浜      | 1     | 0     | 0     | 0     | 0        | 0     | 0     | 0        | --          | ----  | 3     | 0.2      | 0        | 0           | 1        | 0     | 0        | 0        | 0     | 0        | 0     | 0        | 0.00     | 1.50    |
| 2003      | 横浜      | 5     | 0     | 0     | 0     | 0        | 0     | 0     | 0        | --          | ----  | 29    | 6.0      | 7        | 0           | 4        | 0     | 0        | 4        | 0     | 0        | 4     | 4        | 6.00     | 1.83    |
| 2004      | 横浜      | 1     | 0     | 0     | 0     | 0        | 0     | 0     | 0        | --          | ----  | 4     | 1.0      | 1        | 1           | 1        | 0     | 0        | 0        | 0     | 0        | 1     | 1        | 9.00     | 2.00    |
| 2006      | 横浜      | 1     | 0     | 0     | 0     | 0        | 0     | 0     | 0        | 0           | ----  | 3     | 0.1      | 1        | 0           | 1        | 0     | 0        | 0        | 0     | 0        | 2     | 2        | 54.00    | 6.00    |
| 2007      | 横浜      | 2     | 0     | 0     | 0     | 0        | 0     | 0     | 0        | 0           | ----  | 13    | 1.2      | 5        | 1           | 3        | 0     | 0        | 1        | 0     | 0        | 5     | 5        | 27.00    | 4.80    |
| 2011      | ヤクルト  | 3     | 0     | 0     | 0     | 0        | 0     | 0     | 0        | 0           | ----  | 8     | 1.0      | 5        | 0           | 0        | 0     | 0        | 1        | 0     | 0        | 3     | 3        | 27.00    | 5.00    |
| 通算：6年 | 通算：6年 | 13    | 0     | 0     | 0     | 0        | 0     | 0     | 0        | 0           | ----  | 60    | 10.2     | 19       | 2           | 10       | 0     | 0        | 6        | 0     | 0        | 15    | 15       | 12.66    | 2.72    |

### 記録
- 初登板：2002年10月14日、対広島東洋カープ28回戦（広島市民球場）、7回裏1死に3番手で救援登板、2/3回無失点
- 初奪三振：2003年6月22日、対ヤクルトスワローズ14回戦（明治神宮野球場）、8回裏に鎌田祐哉から

### 背番号
- 13 （2002年 - 2004年）
- 37 （2005年 - 2009年）
- 46 （2011年）